# 경북선

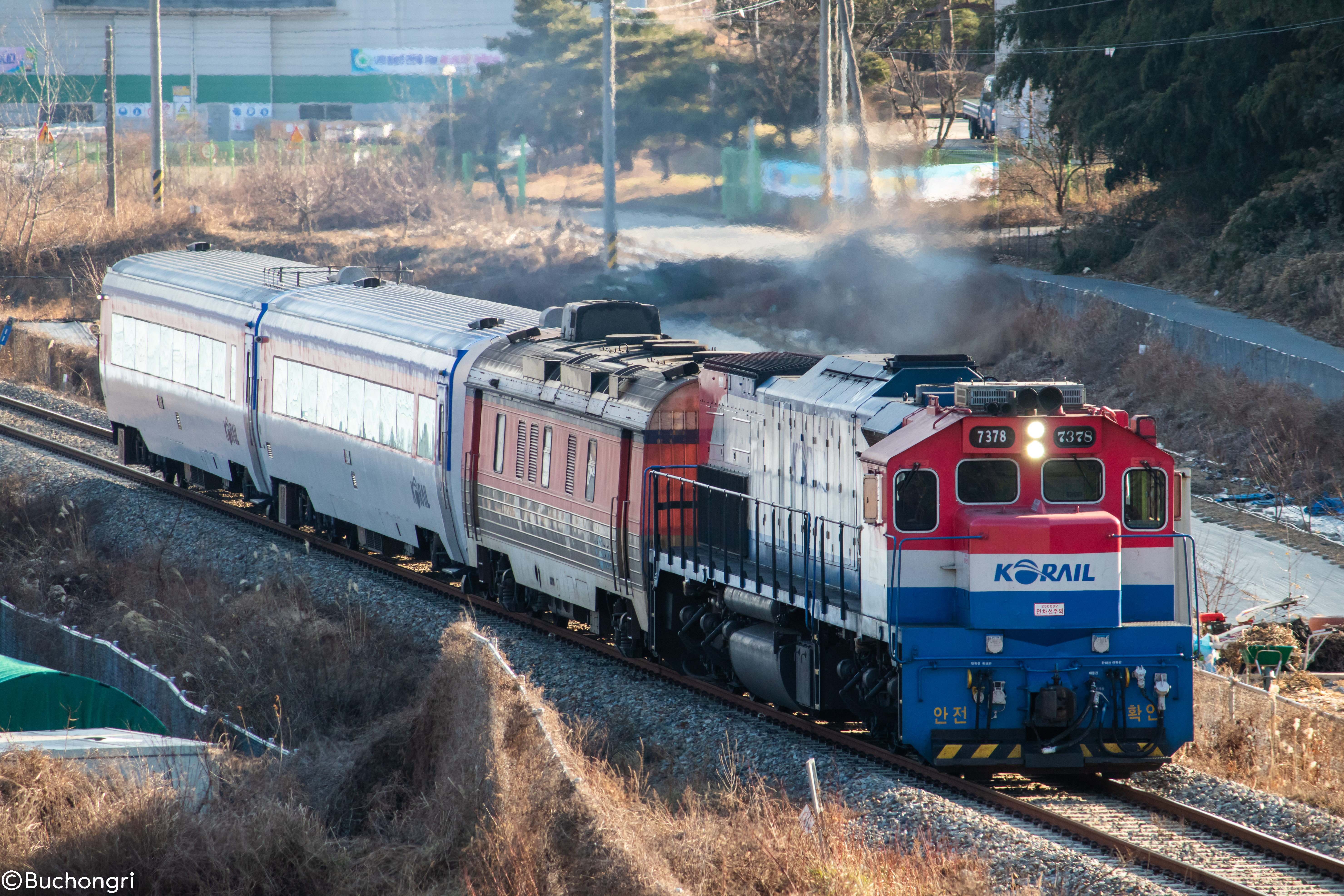
경북선 무궁화호 열차

경북선(慶北線)은 경부선 김천역과 중앙선 영주역을 잇는 한국철도공사의 단선 철도 노선이다. 이 노선은 상주시, 문경시, 예천군을 경유하는데, 연선 여객 수요가 적어 폐역이 14개 역으로 많다.

## 역사
1919년 조선산업철도가 김천~안동 간 부설 면허를 취득하였다. 이후 1923년 9월 1일 조선산업철도를 포함한 6개 사설 철도 업체가 조선철도로 합병되면서, 조선철도에서 건설을 맡게 되었다. 1931년까지 전 구간 건설이 이뤄졌다. 1944년에는 태평양 전쟁 때문에 불요불급선으로 지정되어 점촌-안동 구간의 철로를 철거하였다.
해방 이후 영동선과의 연결을 위해 점촌역 - 영주역 구간을 신설하기로 결정되어 1962년 예천역까지 복원되고, 1966년 예천-영주 구간이 신설되었다. 2016년 4월 29일 예천군 관내 일부 구간이 이설되었다.

## 연혁

### 일제강점기 시절
- 1924년 10월 1일 : 김천-상주 구간 영업 개시[3]
- 1924년 12월 25일 : 상주-점촌 구간 영업 개시[4]
- 1926년 5월 14일 : 남산정류장, 도암정류장 영업 개시[5]
- 1927년 1월 1일 : 남산정류장, 도암정류장 폐지[5]
- 1928년 11월 1일 : 점촌-예천 구간 영업 개시[6]
- 1931년 10월 16일 : 예천-경북안동 구간 영업 개시[7]
- 1944년 10월 1일 : 점촌-경북안동 구간 폐지[8]

### 해방이후 단선비전철시절
- 1946년 5월 17일 : 조선철도주식회사 국유화로 국가에 편입[9]
- 1962년 5월 9일 : 점촌 - 영주 구간 착공[10]
- 1966년 1월 27일 : 점촌 - 예천 구간 복원개통[11]
- 1966년 10월 11일 : 예천 - 영주 구간 개통[12]
- 1966년 12월 12일 : 동예천역 영업 개시[13]
- 1969년 1월 17일 : 장산역 영업 개시[14]
- 1970년 10월 1일 : 송암역 영업 개시[15]
- 1974년 6월 1일 : 동예천역 폐지[16]
- 1974년 12월 5일 : 송암역, 장산역 폐지[17]
- 1988년 2월 9일 : 아천역 현 역사 준공
- 1994년 4월 25일 : 아천역 폐지[18]
- 1997년 6월 1일 : 두원역, 어등역 2개역을 배치간이역으로 격하[19]
- 1999년 6월 1일 : 영주 - 동대구간 통일호를 영주 - 부산간 무궁화호로 승격, 부산 - 강릉 간 주말열차 1왕복 증설
- 2001년 7월 1일 : 산양역, 율현역, 가동역, 고평역, 미산역, 보문역, 미룡역, 반구역 폐지[20]
- 2004년 12월 10일 : 두원역, 함창역, 용궁역, 어등역 4개역을 무배치간이역으로 격하[21]
- 2006년 6월 23일 : 두원역, 양정역 폐지[22]
- 2006년 10월 25일 : 보문역 역사 철거[23]
- 2014년 하반기 : 예천-어등 구간 1.214km 이설 사업 착공[24][25]
- 2016년 4월 28일 : 예천역 ~ 어등역 구간 이설로 철도거리가 115.2km에서 115.0km로 변경[26]
- 2016년 6월 5일 : 청리역 무인화
- 2019년 1월 1일 : 부산역 ~ 영주역 수요저조 및 무궁화호 객차부족으로 폐선 및 김천역 ~ 영주역 무궁화호 객차 3량편성 10회 신설
- 2019년 4월 17일 : 철도 노선번호 변경에 따라 314로 변경[27]
- 2021년 1월 1일 : 옥산역을 무배치간이역으로 격하
- 2021년 1월 5일 : 동해~부산간 무궁화호 폐지
- 2021년 5월 1일 ~ 7월 31일: 영주 ~ 김천 전 구간 토사붕괴 위험으로 열차운행 일시중지[28]및 대체 버스 투입[29]
- 2021년 8월 1일: 운행 재개
- 2021년 12월 31일: 경북나드리열차 운행 종료
- 2023년 7월 15일: 집중호우로 철로에 토사가 유입되거나 선로 손상으로 모든 열차가 운행중지
- 2023년 7월 27일: 운행 재개

## 노선 정보
- 노선 거리 : 143.2 km
- 운영 기관 : 한국철도공사(전 구간)
- 궤간 : 1435㎜.(표준궤)
- 통행 방식 : 좌측
- 역 수 : 12
- 복선 구간 : 없음
- 전철화 구간 : 없음
- 보안 장치 : ATS

## 지선 노선
경북선에는 총 1개의 지선 철도가 있다.
| 번호  | 노선 명칭 | 기점   | 종점   | 연장(km) | 비고 |
| ----- | --------- | ------ | ------ | -------- | ---- |
| 31401 | 문경선    | 점촌역 | 문경역 | 22.3     |      |

### 문경선
문경선은 점촌역과 문경역을 연결하는 철도 노선이다. 석탄 수송을 위해 개설되었으나 석탄 산업 하향세로 인해 영업 중지되었다. 국토교통부의 한국철도영업거리표 상 노선 번호는 31401이다.

## 역 목록
- 무 : 무궁화호
- ● : 전 열차 정차,  | : 미정차

| 역명 | 로마자 역명 | 한자 역명 | 역간 거리 | 누적 거리 | 여객 | 접속 노선     | 소재지   | 소재지 | 비고   |
| ---- | ----------- | --------- | --------- | --------- | ---- | ------------- | -------- | ------ | ------ |
| 김천 | Gimcheon    | 金泉      | 0.0       | 0.0       | ●    | 경부선        | 경상북도 | 김천시 |        |
| 옥산 | Oksan       | 玉山      | 20.0      | 20.0      | ●    |               | 경상북도 | 상주시 | 무인역 |
| 청리 | Cheongni    | 靑里      | 7.1       | 27.1      | ●    |               | 경상북도 | 상주시 | 무인역 |
| 상주 | Sangju      | 尙州      | 8.9       | 36.0      | ●    |               | 경상북도 | 상주시 |        |
| 백원 | Baegwon     | 白元      | 8.4       | 44.4      | ｜   |               | 경상북도 | 상주시 | 무인역 |
| 함창 | Hamchang    | 咸昌      | 11.4      | 55.8      | ●    |               | 경상북도 | 상주시 | 무인역 |
| 점촌 | Jeomchon    | 店村      | 4.2       | 60.0      | ●    | 문경선        | 경상북도 | 문경시 |        |
| 용궁 | Yonggung    | 龍宮      | 6.9       | 66.9      | ●    |               | 경상북도 | 예천군 | 무인역 |
| 개포 | Gaepo       | 開浦      | 6.4       | 73.3      | ●    |               | 경상북도 | 예천군 | 무인역 |
| 예천 | Yecheon     | 醴泉      | 11.7      | 85.0      | ●    |               | 경상북도 | 예천군 |        |
| 어등 | Eodeung     | 魚登      | 16.4      | 101.4     | ｜   |               | 경상북도 | 예천군 | 무인역 |
| 영주 | Yeongju     | 榮州      | 13.6      | 115.0     | ●    | 중앙선 영동선 | 경상북도 | 영주시 |        |

## 터널 목록
| 터널 이름 | 소재지 | 길이 | 준공년도 | 비고 |
| 여남터널  |        | 669m | 1924년   |      |
| 막골터널  |        | 192m | 1966년   |      |
| 마촌터널  |        | 53m  | 1966년   |      |
| 반구터널  |        | 607m | 1966년   |      |
| --------- | ------ | ---- | -------- | ---- |

## 운행 정보
- 2023년도 철도통계연보에 따르면, 경북선에 운행하는 정기열차 운행 빈도는 다음과 같다.(단위: 회/일, 작성기준: 편도, 주중)

| 운행구간    | 선로용량 | 일반여객 | 컨테이너 | 일반화물 | 운행총계 |
| ----------- | -------- | -------- | -------- | -------- | -------- |
| 김천 - 점촌 | 24       | 5        | 0        | 0        | 5        |
| 점촌 - 영주 | 30       | 5        | 0        | 0        | 5        |

- 다른 노선과의 환승은 김천역에서 경부선으로 환승할 수 있고 영주역에서 중앙선 또는 영동선으로 환승할 수 있다.
- 장거리형 일반 경부선 열차(서울 - 부산 간)와 마찬가지로 경북선을 운행하는 모든 무궁화호 열차에도 카페객차를 편성하여 운행하고 있다.

## 이용객 변동
다음 자료는 2000년부터 2015년까지 한국철도공사 한국철도통계 내용을 모은 것이다.
| 구분       | 이용 인원수 (명) | 이용 인원수 (명) | 이용 인원수 (명) | 이용 인원수 (명) | 이용 인원수 (명)             | 이용 인원수 (명)             | 이용 인원수 (명)             | 이용 인원수 (명)             | 이용 인원수 (명)             | 이용 인원수 (명)             | 이용 인원수 (명)             | 이용 인원수 (명)             | 이용 인원수 (명)             | 이용 인원수 (명)             | 이용 인원수 (명)             | 이용 인원수 (명)             | 각주   |
| 구분       | 2000년           | 2001년           | 2002년           | 2003년           | 2004년                       | 2005년                       | 2006년                       | 2007년                       | 2008년                       | 2009년                       | 2010년                       | 2011년                       | 2012년                       | 2013년                       | 2014년                       | 2015년                       | 각주   |
| ---------- | ---------------- | ---------------- | ---------------- | ---------------- | ---------------------------- | ---------------------------- | ---------------------------- | ---------------------------- | ---------------------------- | ---------------------------- | ---------------------------- | ---------------------------- | ---------------------------- | ---------------------------- | ---------------------------- | ---------------------------- | ------ |
| 비둘기     | 0                | 0                | 0                | 0                | 0                            | 0                            | 0                            | 0                            | 0                            | 0                            | 0                            | 0                            | 0                            | 0                            | 0                            | 0                            | [ 30 ] |
| 통일(통근) | 42,763           | 38,213           | 31,371           | 32,141           | 7,428                        | 0                            | 0                            | 0                            | 0                            | 0                            | 0                            | 0                            | 0                            | 0                            | 0                            | 0                            | [ 30 ] |
| 무궁화     | 419,293          | 418,646          | 344,509          | 329,669          | 317,781                      | 280,807                      | 258,818                      | 243,218                      | 243,927                      | 243,264                      | 288,503                      | 305,293                      | 316,617                      | 322,535                      | 310,449                      | 292,547                      | [ 30 ] |
| 새마을     | 0                | 0                | 0                | 0                | 0                            | 0                            | 247                          | 102                          | 0                            | 0                            | 8                            | 0                            | 0                            | 0                            | 0                            | 745                          | [ 30 ] |
| 건설       | 62               | 267              | 118              | 129              | 각 종별 열차 이용객에 포함됨 | 각 종별 열차 이용객에 포함됨 | 각 종별 열차 이용객에 포함됨 | 각 종별 열차 이용객에 포함됨 | 각 종별 열차 이용객에 포함됨 | 각 종별 열차 이용객에 포함됨 | 각 종별 열차 이용객에 포함됨 | 각 종별 열차 이용객에 포함됨 | 각 종별 열차 이용객에 포함됨 | 각 종별 열차 이용객에 포함됨 | 각 종별 열차 이용객에 포함됨 | 각 종별 열차 이용객에 포함됨 | [ 30 ] |
| 정기권     | 803              | 467              | 484              | 1,188            | 각 종별 열차 이용객에 포함됨 | 각 종별 열차 이용객에 포함됨 | 각 종별 열차 이용객에 포함됨 | 각 종별 열차 이용객에 포함됨 | 각 종별 열차 이용객에 포함됨 | 각 종별 열차 이용객에 포함됨 | 각 종별 열차 이용객에 포함됨 | 각 종별 열차 이용객에 포함됨 | 각 종별 열차 이용객에 포함됨 | 각 종별 열차 이용객에 포함됨 | 각 종별 열차 이용객에 포함됨 | 각 종별 열차 이용객에 포함됨 | [ 30 ] |
| 합계       | 462,921          | 457,593          | 376,482          | 363,127          | 325,209                      | 280,807                      | 259,065                      | 243,320                      | 243,927                      | 243,264                      | 288,511                      | 305,293                      | 316,617                      | 322,535                      | 310,449                      | 293,292                      | [ 30 ] |

## 미래
현재 경상북도청신도시 건설로 예천 - 안동 복원 논의가 진행 중이다. 그리고 주민들이 전철화를 요구하고 있다. 또 향후 중부내륙선이 남부내륙선과 직결할 계획으로 김천역까지 연장 예정이다.